# Danza rumena
Questa voce elenca le principali danze tradizionali romene.

## Ciuleandra
La "Ciuleandra" è una danza, (molto simile al sirtaki), ballata nella  Romania. È conosciuta anche in Macedonia e in Grecia e fu introdotta in America da Mihai David nel 1972.
Nella regione dell'Oltenia il suolo è molto fertile nei periodi piovosi; in periodo di siccità, però, il vento trasporta polline di erbe dannose (ciulini) una sorta di cardo selvatico con grossi semi ricoperti da un involucro spinoso, che oltre a rimanere sui vestiti si attacca alla lana delle pecore. Questa danza veniva ballata per scongiurare questo evento nefasto: il nome significa infatti "Danza delle erbe maligne".
Il canto che accompagna la danza è di Maria Tănase che ha ispirato Liviu Rebreanu per la scrittura di un romanzo nel 1930 pubblicato poi nel 1985.

### Testo
Tineti Ciuleandra pe loc,
S-inc-odata mai baieti,
Hop s-asa s-asa.
Tineti-o flacai asa,
Pan-o ajunge Puica,
S-inc-odata mai baieti,
Hop s-asa s-asa.
Intariti-o nitelus
Ca ajunge acus-acus
S-inc-odata mai baieti,
Hop s-asa s-asa.
Mai intariti-o de-un pas,
C-a ajuns si n-a ramas,
S-inc-odata mai baieti,
Hop s-asa s-asa.
Doua fire, doua paie,
Luati Ciuleandra la bataie,
S-inc-odata mai baieti,
Hop s-asa s-asa.
Tot asa, ca nu ma las,
Ca sunt cu Puica pe-un pas,
S-inc-odata mai baieti,
Hop s-asa s-asa.
Doua fire, doua paie,
Ia Ciuleandra la bataie,
S-inc-odata mai baieti,
Hop s-asa s-asa.
S-inc-odata mai baieti,
Hop s-asa s-asa !.»

### Traduzione
« Foaie verde siminoc,
Tineti Ciuleandra pe loc,
S-inc-odata mai baieti,
Hop s-asa s-asa.
Tineti-o flacai asa,
Pan-o ajunge Puica,
S-inc-odata mai baieti,
Hop s-asa s-asa.
Intariti-o nitelus
Ca ajunge acus-acus
S-inc-odata mai baieti,
Hop s-asa s-asa.
Mai intariti-o de-un pas,
C-a ajuns si n-a ramas,
S-inc-odata mai baieti,
Hop s-asa s-asa.
Doua fire, doua paie,
Luati Ciuleandra la bataie,
S-inc-odata mai baieti,
Hop s-asa s-asa.
Tot asa, ca nu ma las,
Ca sunt cu Puica pe-un pas,
S-inc-odata mai baieti,
Hop s-asa s-asa.
Doua fire, doua paie,
Ia Ciuleandra la bataie,
S-inc-odata mai baieti,
Hop s-asa s-asa.
S-inc-odata mai baieti,
Hop s-asa s-asa !. »

## Alunelul
L'alunelu (o alunelul) è anch'essa originaria dell'Oltenia, ma viene ballata anche in altre regioni. L'etimologia del nome della danza e della sua origine è incerta: secondo alcuni essa era danzata dai bambini romeni che gli avrebbero dato il nome di un frutto, "piccola nocciola" "aluna" appunto. Secondo Theodor Vasilescu, "alunelu" potrebbe essere anche riconducibile a "A lui Nelu"; secondo questa interpretazione Nelu è il diminutivo del nome proprio "Ion - Ionel - Nelu", il titolo vorrebbe allora dire "(Il ballo) di Nelu".

### Testo
Sa ne fie, sa ne fie cu noroc.
Alunelu', Alunelu', hai la joc,
Sa ne fie, sa ne fie cu noroc.
Cine-n hora o sa joace,
Mare, mare se va face.
Cine n-o juca de fel
Sa ramina mititel.»

### Traduzione
Alunelu', Alunelu', andiamo a ballare
per essere fortunati,
chi con noi in cerchio ballerà
grande grande diventerà
chi con noi non ballerà
piccolo rimarrà.

## Coasa
Letteralmente "la falce" e simile ad una tarantella, non ha un testo ben preciso, è danzata in pochissime località della Moldavia Rumena ed in Repubblica Moldova

## Sarba
(Cырба) in cirillico, è una danza tipica rumena e di tutta l'area dei Balcani. Si danza in cerchio tenendosi per mano, con passi intercalanti, andando prima da sinistra a destra, poi in direzione opposta. Dalla parola Sarba deriva Sarbatoare  festa in rumeno.